# Martin-Halbinsel
Die Martin-Halbinsel (Martin Peninsula) ist eine etwa 90 km lange und 35 km breite antarktische Halbinsel. Sie liegt an der Küste des Marie-Byrd-Landes in der West-Antarktis zwischen dem Getz-Schelfeis im Westen und dem Dotson-Schelfeis im Osten, zweier kleinerer antarktischer Eisschelfe. Im Norden ragt sie in Form des Kap Herlacher, das die Grenzmarke zwischen der Bakutis- und der Walgreen-Küste bildet, bis in die zeitweise eisfreien Gewässer der Amundsensee. Das nördliche Drittel der fast vollständig vergletscherten Halbinsel wird vom fjordähnlichen Philbin Inlet in zwei größere Teile untergliedert – dem Slichter Foreland und dem Murray Foreland mit dem nördlichsten Punkt der Halbinsel, dem Kap Herlacher. Im Süden schließt an die Martin-Halbinsel die Kohler Range an.
Die Martin-Halbinsel wurde erstmals 1947 im Rahmen der Operation Highjump kartographiert. Benannt wurde die Halbinsel nach Lawrence Martin, einem amerikanischen Offizier.